# Czujunczi
Czujunczi (ros. Чуюнчи, baszk. Суйынсы, tatar. Чуенчы) – wieś (ros. село, trb. sieło) w Baszkirii w rejonie dawlekanowskim. 1 stycznia 2009 r. wieś zamieszkiwało 420 osób, z których większość stanowili Czuwasze.